# ذبابة هسية
الذبابة الهَسِّيّة أو ذبابة هس (الاسم العلمي: Mayetiola destructor)، هي نوع من ذوات الجناحين تعد آفة ضارة بمحاصيل الحبوب بما في ذلك القمح والشعير والشيلم.